# Rubus schumacheri
Rubus schumacheri är en rosväxtart som först beskrevs av Alfred Ade, och fick sitt nu gällande namn av G. Matzke-hajek. Rubus schumacheri ingår i släktet rubusar, och familjen rosväxter. Inga underarter finns listade i Catalogue of Life.